# Dudgeon c. Royaume-Uni
Dudgeon c. Royaume-Uni est un arrêt de la Cour européenne des droits de l'homme datant du 22 octobre 1981 qui établit que le maintien du Criminal Law Amendment Act de 1885 en Irlande du Nord est contraire à la Convention européenne des droits de l'homme. Il condamne ainsi l'Irlande du Nord pour discrimination envers les homosexuels.
Cet arrêt, le premier de la Cour relatif aux droits LGBT, qui est suivi des affaires Norris c. Irlande de 1988 et Modinos c. Chypre de 1993, contraint l'Ulster à légaliser l'homosexualité en 1982.